# Im Land der Adler und der Kreuze
Im Land der Adler und der Kreuze ist ein Dokumentarfilm des DEFA-Studios für Dokumentarfilme von Joachim Hellwig aus dem Jahr 1981.

## Symbolik und gesellschaftlicher Kontext des Filmtitels
Der Filmtitel impliziert bereits die angenommene Unfähigkeit des Westens, den Nationalsozialismus aufzuarbeiten: Der Adler steht für die Herrschaftsmacht in der Wappensymbolik. Das Kreuz steht erkennbar für das Hakenkreuz (Swastika; das Kreuz als christliches Glaubenssymbol findet keine Entsprechung im Inhalt des Films) und für den Faschismus als Folge der chauvinistischen und imperialistischen Elemente des Finanzkapitals. Während mit der Sprengung der Hakenkreuze die Aufarbeitung des Faschismus im Sinne der Dimitroff-These misslingt, sorgen die Verquickung des Kapitals in der Wirtschaft und die politische Macht für eine Kontinuität der als reaktionär empfundenen westlichen Gesellschaft. Die sozialistische Gesellschaft definiert sich so über den Vergleich mit dem Westen als progressiv.

## Handlung
Dieser Film zeigt die Verflechtungen zwischen den Machtansprüchen der Politiker und den Interessen der Wirtschaft und Industrie in Deutschland zwischen 1914 und 1945. Grundlage für die ausführliche Dokumentation ist der Nürnberger Kriegsverbrecher- und Industriellenprozess und die auf der Anklagebank sitzenden Personen. Beginnend mit der Sprengung des Hakenkreuzes auf der Ehrentribüne des Führers auf dem Reichsparteitagsgelände in Nürnberg wird besonders die Geschichte Adolf Hitlers und seiner Mitstreiter sowie Förderer seit Beginn des Ersten Weltkrieges bis zum Ende des Zweiten Weltkrieges verfolgt.
Die letzten zehn Minuten des Films beschäftigen sich mit der militärischen Wiederaufrüstung in Westdeutschland. Es wird aber auch gezeigt, wie sich große Teile der Bundesbürger gegen die rechtsgerichteten Aktivitäten einiger Kreise der „ewig Gestrigen“ auflehnen.

## Produktion
Im Land der Adler und der Kreuze mit dem, im Film nicht auftauchenden, Untertitel Bilder aus der deutschen Geschichte wurde von der Künstlerischen Arbeitsgruppe Futurum als Schwarzweißfilm und zum Teil in Farbe hergestellt. Die Texte stammen von Helmut Baierl und Karin Freiberg, die Dramaturgie lag in den Händen von Ulrich Burkhardt. In diesem Kompilationsfilm wurden, neben den dokumentarischen Aufnahmen, Ausschnitte aus folgenden Spielfilmen gezeigt: Trotz alledem!, Die Nibelungen, Friesennot, Der blaue Engel, Krupp und Krause, Pour le Mérite, Stärker als die Nacht, Germany Calling, Der große Diktator, Der Fall Gleiwitz und Stukas.
Die festliche Uraufführung erfolgte am 29. Januar 1981 im Berliner Kino Kosmos.

## Kritik
Das Lexikon des internationalen Films stellt fest, dass es sich hier um eine der wenigen DEFA-Produktionen handelt, die sich mit dem Phänomen Hitler auseinandersetzt. Es geht hierbei um das Kapitalinteresse und dessen Einflussnahme auf die Politik, wie sie im Sinne der marxistischen Geschichtsschreibung interpretiert wird.